# 孔子鳥
孔子鳥（こうしちょう、学名：Confuciusornis）あるいはコンフウシウソルニスは、中国の義県層と九佛堂層から産出する、前期白亜紀に生息していたカラスほどの大きさの鳥類の一種である。嘴を持つ最古の鳥類と考えられていたが、現在では、別の近縁種がそうであったと考えられている。名は孔子に因む。義県層で最も多く発見された脊椎動物の1つであり、数百の完全な標本が発見されている。

## 発見史
1993年11月、中国科学院古脊椎動物古人類学研究所（IVPP）の古生物学者、候連海 (Hou Lianhai) と胡耀明 (Hu Yaoming) は、錦州の化石収集家、張和 (Zhang He) の自宅を訪れ、地元のフリーマーケットで購入した鳥の化石標本を見せた。12月、候は2つ目の標本について知ったが、これは Yang Yushanという農民によって発見されたものであった。これらの標本は同じ地域で発見された。
1995年、候と同僚は、この2つの標本と3つ目の標本を元に、正式に新属・新種、Confuciusornis sanctusを記載した。属名は孔子の尊称「孔夫子」をラテン語化した "Confucius" と「鳥」を意味するὄρνις (ornis) を組み合わせたものである。種小名はラテン語で「聖なる」の意味でこれも孔子を表す「聖賢」に由来する。最初に発見された標本は頭蓋骨と前肢の一部を含んでおり、ホロタイプに指定された。
1995年、地元の農民が四合屯 (Sihetun) 村の近くで化石の発掘を開始した。この場所は熱河生物群の産出量が最も多い場所の1つとなった。また、 1997年以降、IVPPはこの単一の産地で大規模な専門的発掘調査を行っており、発見された化石には数百の本種の標本も含まれている。 それ以来、遼寧省、河北省、内モンゴルを含む広い地域においても、熱河生物群の化石が産出した。化石の豊富さ、保存状態の良さ、商業価値の高さから、地元の農民による発掘が盛んに行われ、結果として異常に多くの化石が見つかることとなった。1999年には、中国地質博物館に本種の標本が100点近く保管されていると推定されていた。また、2010年には、山東天宇自然博物館に536点の本種の標本が所蔵されていると報告された。しかし、標本の大部分は個人で保管されており、研究に利用できないという。

## シノニムと種
Confuciusornis sanctus の記載以来、さらに5種が正式に命名され、記載されている。他の多くの化石属と同様に、種間における違いは種内変異と容易に区別できないことが多いため、種の定義は難しい。  
本種のシノニムは以下の通りであり、現在ではC. sanctusと同義とみなされている。
- C. chuonzhous

- C. suniae

- C. feducciai

本属に含まれる種は以下の通りである。
- C. dui…1999年にHou と同僚によって命名されたが、種の妥当性を評価する為に再研究を要するとされている[15]。

- C. jianchangensis …2010年に Li Li と同僚によって命名された[16]。

また、Jinzhouornisは本属のジュニアシノニムであることが示されている。

## 形態
本種は現代のカラスとほぼ同じ大きさで、全長は50センチメートル、うち体長は30センチメートル。体重は最大0.5キログラム、最小0.2キログラムと推定されている。
鼻骨は、ほとんどの鳥類よりも小さく、上顎骨に向かって下向きに伸びる細い突起があった。眼窩は大きく丸かった。外鼻孔はほぼ三角形で、鼻先の先端から離れた位置にあった。鼻孔の境界は、上部の前上顎骨、下部の上顎骨、および後部の鼻壁によって形成されていた。
また、現生鳥類とは異なり、上の嘴が後方にまで伸び、上顎に達していたことが示唆されている。
羽毛は長く、外観は現生鳥類のそれに似ていた。翼全体の形状は、現生鳥類に見られる形状とは特に一致していないとされる。 一部の標本では翼の羽毛の上部を覆う部分や、体の輪郭の羽毛が保存されている。
本種は小翼羽がないことを補うために、第3指によって主翼の下に別の小翼が形成され、それらが航空機のフラップのように機能していた可能性がある。翼の羽毛は比較的発達していて長いにもかかわらず、前腕の骨には羽毛の痕跡が全くなかった。親指には大きな、湾曲した鉤爪があった。
多くの標本には、体の残りの部分全体よりも長く成長した、長くて細い一対の尾羽が保存されている。尾端骨の周りの尾の残りの部分は、現代の鳥の尾に見られる一般的な扇形の羽毛ではなく、体の輪郭の羽毛に似た、短い羽毛の房で覆われていた。
2010年初頭、張福成 (Zhang Fucheng) 率いる科学者グループが、メラノソームが保存された化石を調査した。電子顕微鏡で観察した結果、本種のメラノソームにはユーメラノソームとフェオメラノソームの2種類が存在すると報告した。それによれば、本種は「灰色」「赤と黒」「茶色と黒」といった、キンカチョウに似た色調であった可能性があるという。なお、初期の鳥類の化石にフェオメラノソームが保存されていたのは、これが初めてであった。 
ただし、本種の翼は白く、長い尾羽は全体にわたって暗い色だったとする異説もある。
別の研究では、翼、喉、冠羽に濃い斑点があることが示唆された。

## 生態
本種の足が、現代において樹上生活をする鳥類に似ている為、本種も主に樹上性であったとされる。
また、本種の強膜輪と、現生鳥類および他の爬虫類のそれを比較した結果から、本種は昼行性であった可能性が示唆されている。
また、本種は、極めて長い翼と非対称の羽毛を有するという特徴から、かねてより有能な飛行家であったと考えられてきた。癒合した手首、短い尾、中央にキールを持つ胸骨、支柱のような烏口骨、強い尺骨、拡大した第2中手骨等も、飛行に特化した特徴である。ただし胸骨のキールが小さいため、長時間の飛行は厳しかったものと思われる。羽ばたき飛行はできるが、より舞い上がる事に特化しているとの説もある。異説もあり、例えば、翼幅が限られているため、機敏な動きをとるのが困難であり、通常の揚力運動は不可能で、羽ばたき飛行に至っては完全に不可能である、との説もある。
また、本種はリスのように、胴体をほぼ垂直に持ち上げることができた可能性があるという。これに関しては、木登りはあり得るものの、股関節の構造からわかるように、垂直位置では臀部は大腿骨に対して25度以上は上がっていなかったようである、との指摘がなされている。
羽の強度についても議論がある。孔子鳥と始祖鳥の両方において、初列風切の羽軸が細すぎて弱く、真の飛行に必要な動力行程中に硬いままでいられなかったと主張する研究がある。この研究においては、孔子鳥は滑空飛行を行っていただろうと主張されており、これは上腕骨に見られる異常な適応とも一致している。すなわち、翼を単にパラシュート降下のために使用し、木から落ちた場合の落下速度を制限していた可能性が高い。 
しかし、グレゴリー・S・ポールは彼らの研究に反対した。彼は、彼らが初期の鳥の体重を過大評価しており、より正確な体重推定では比較的細い羽軸でも動力飛行が可能だったと主張した。また、多くの研究者は、羽軸の測定値の正確さに疑問を呈しており、彼らが研究した標本の羽軸の太さは2.1〜2.3ミリメートルであり、報告された1.2ミリメートルと比較して大きいと述べている。
なお、本種の翼の形状は、密林に生息する鳥または滑空する鳥のいずれにも一致していた。
大きな前部の羽毛は十分な揚力を生み出し、同様に大きな後部の羽毛は羽毛に大きな付着領域をつくり、羽毛をまっすぐな翼型に保った。
これらを総合すると、おそらく、孔子鳥は飛行が可能であったと思われる。

## 尾羽
孔子鳥の標本の多くは、ゴクラクチョウの一部に見られるものと似た、長くて吹流しのような尾羽を1対保存している。これらを欠く標本の中には、体の他の部分に羽毛が見事に保存されているものもある。すなわち、尾羽の欠如は単なる保存状態の悪さ故ではない事が判明している。この特徴の生物学的意味については議論が続いている。
この尾羽は性的二形を反映している可能性があり、それを求愛行動に使う一方の性別、おそらくオスにのみ存在するとの説がある。この解釈は、その後の研究の大半で採用されることとなった。 というのも、現代の鳥では装飾羽の長さが性別によって異なる場合が多い為である。
しかし、本種の標本の大きさや尾羽の長さの傾向がレンカクに似ていることを根拠に、「孔子鳥はレンカクと同じように、メスのほうが大きく、繁殖期はオス・メスの両方が長い尾羽を有していた」との説もある。この説に従えば、尾羽は繁殖に全く役立たなかったことになる。
現代の鳥類と同様に、換羽する個体が換羽しない個体と並んで存在していた可能性もあるほか、防御機構の一貫として羽を落とした可能性もある。
また、 長い尾羽を持つ種と持たない種という2つの別々の種の存在さえも考慮する必要があるとされる。しかし、この可能性は現時点では立証されていない。これらの化石の間における、他の解剖学的差異が明らかではないためである。

## 繁殖
2007年、本種の卵の化石が初めて発見された。なお、一緒に発見された成体の骨格は尾が短かった為、メスであると考えられている。卵は丸みを帯びた形で、直径は17 mmだった。卵は鳥の骨盤管にぴったり収まったと思われる。なお、孔子鳥の卵の幅は、同サイズの現生鳥類に予想されるものよりも、小さかったことが示されている。 
また、孔子鳥は早成性だった可能性が高い。
2018年の研究では、孔子鳥を含む様々な中生代の鳥類の骨盤管や卵の大きさを推定し、中生代の鳥類全般の卵は体重に比べて小さかっただろうという結論に達した。さらに、同研究は、孔子鳥を含む非鳥類型恐竜や中生代の鳥類は卵の大きさに比べて重すぎたため、現生鳥類のように、卵の上に直に座って抱卵することは不可能だったと仮定している。
卵は、木の割れ目に産み付けられたとの説があるが 、地面に埋められたとの説もある。

## 食性
胃の内容物はまだ知られていないものの、本種は草食であった可能性が高いと思われる。嘴の形状が、肉食種のそれに似ていなかったとされることが理由である。
足の水掻きの痕跡は保存されていないものの、水面下で獲物を探すために柔らかい嘴を用い、泳ぎながら獲物を捕まえたという仮説が存在し、本種の生活様式はシラオネッタイチョウに似るとの説もある。
水面または地表から獲物を捕らえて、飛びながら餌を探していたという説もある。その証拠として、飛翔に適した長い翼、グンカンドリやカワセミに似た脚の比率、ワライカワセミに似ているがそれよりも短い歯のない嘴などが挙げられる。泳ぐための特殊化は見られないものの、本種は水上で餌を探していた可能性があるため、泳ぐことができた可能性もあるという。また、頑丈で歯のない嘴は本種が種子を食べていた可能性を示すとの説もある。他種においては、例えばジェホロルニスがそのような食性の証拠を保存しているとされる。
2006年に発見された標本には、小型魚の骨の一部が保存されていた。この発見は草食性の食生活を裏付けるものではない。加えて、研究者らは、鳥が植物繊維の消化を助けるために飲み込む胃石を含む本種の標本が発見されていないことも加味し、本種はカラスのように雑食性だったと推定した。翼で魚を捕まえたとの推測もなされている。

## 画像

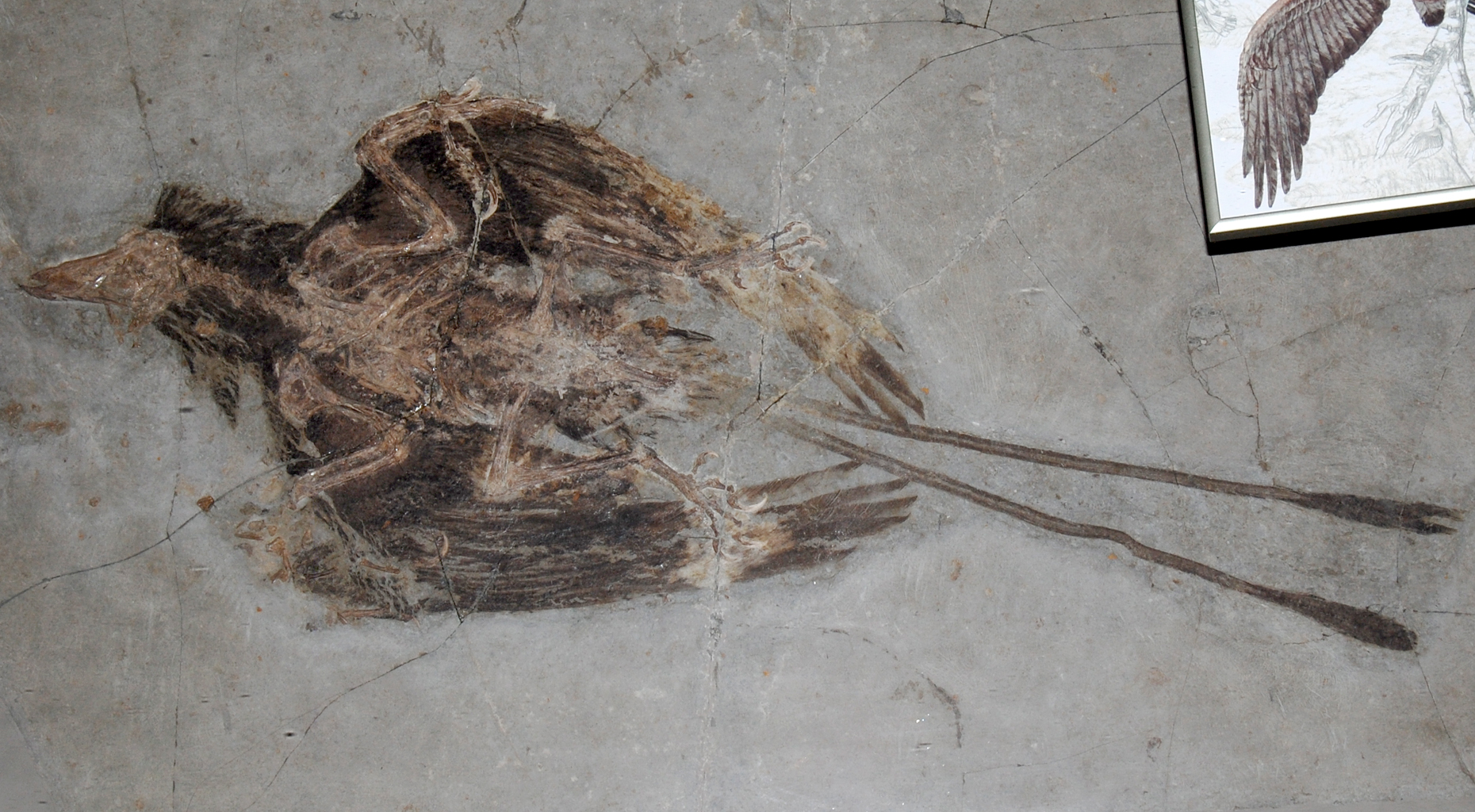
オスと思われる個体
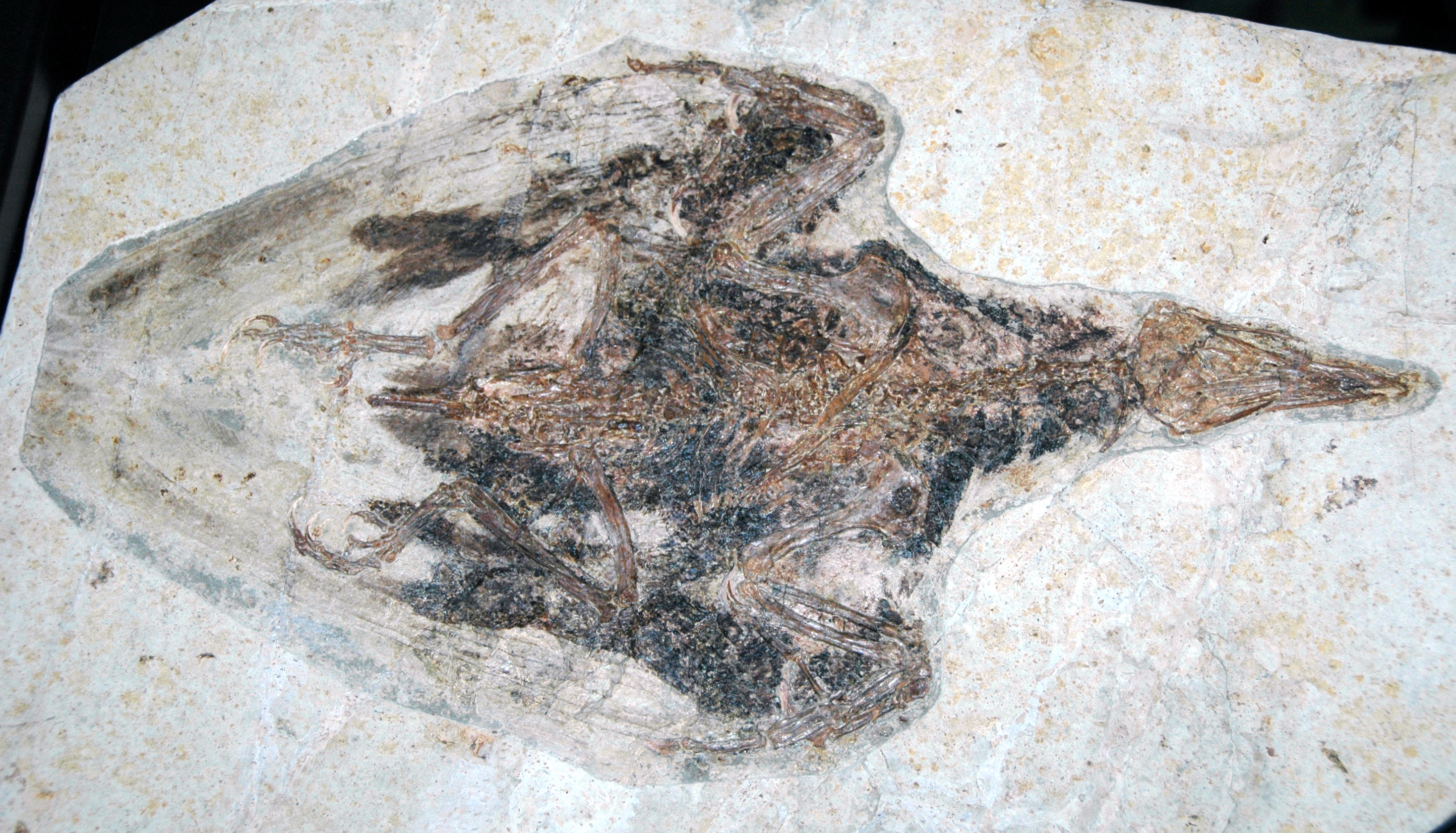
メスと思われる個体
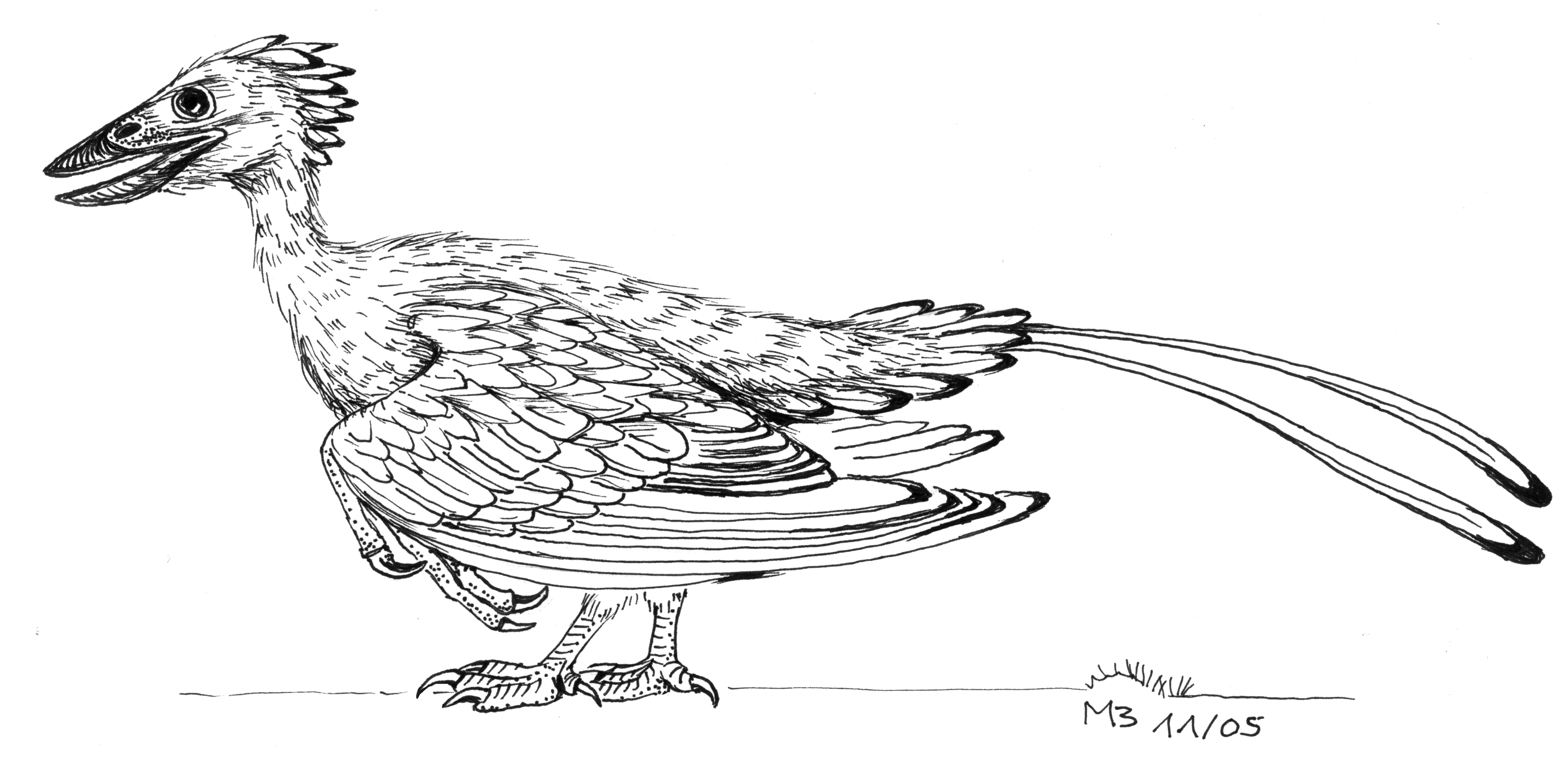
初期の復元画
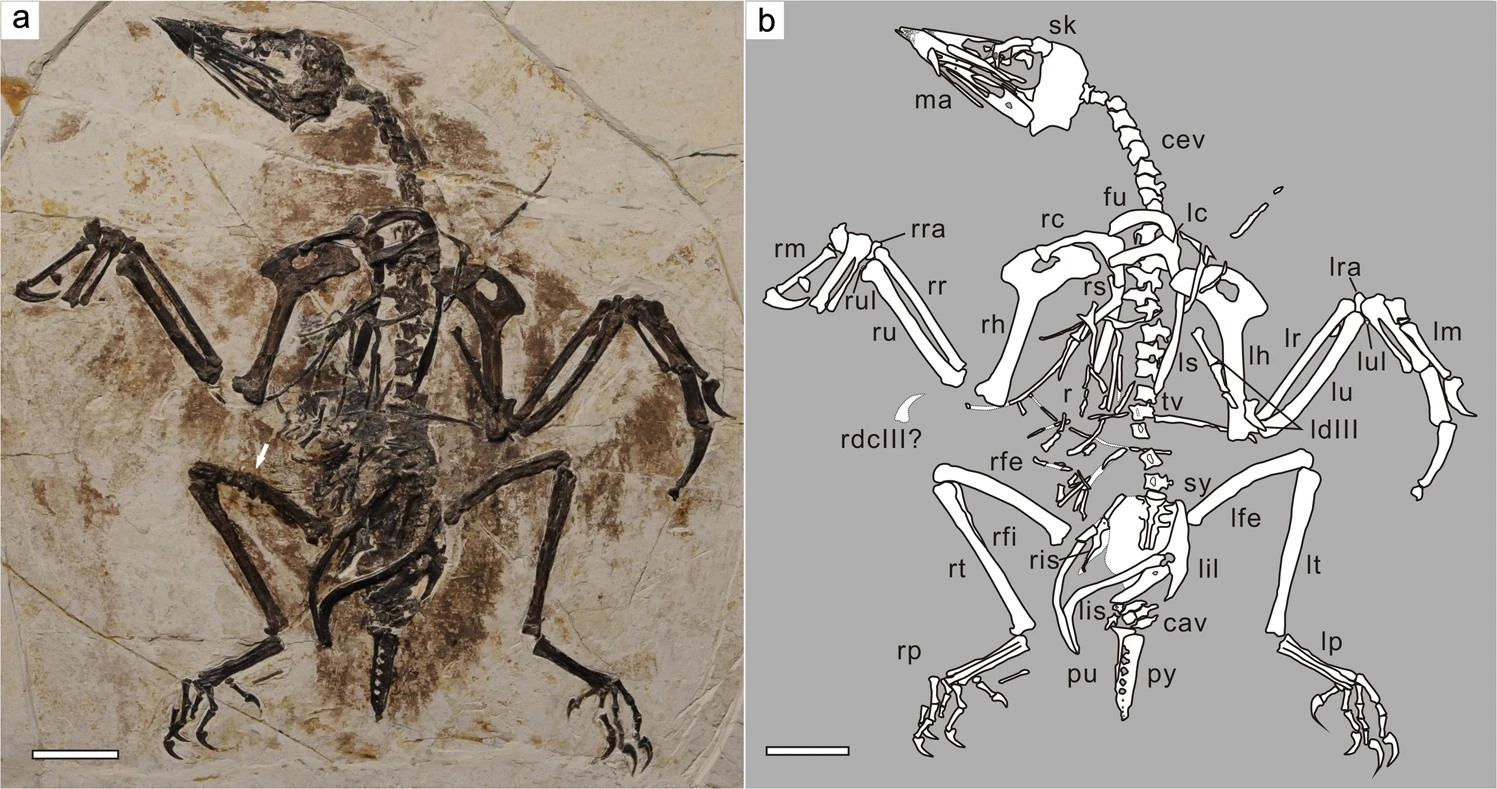
骨格構造
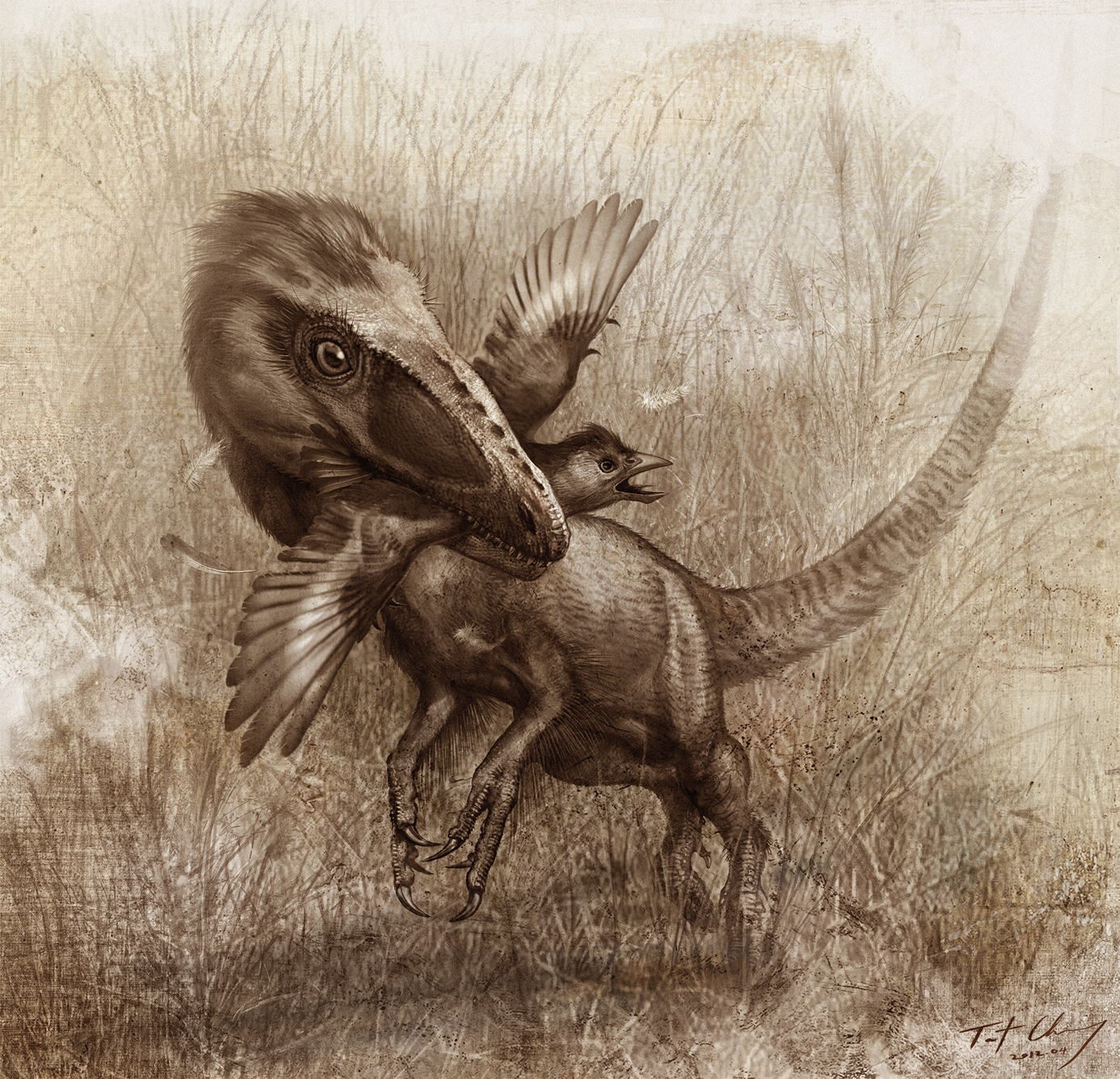
シノサウロプテリクスに襲われる様子